# Trioza chenopodii
Trioza chenopodii är en insektsart som beskrevs av Reuter 1876. Trioza chenopodii ingår i släktet Trioza, och familjen spetsbladloppor.
Artens utbredningsområde är Iran. Enligt den finländska rödlistan är arten nära hotad i Finland. Arten är reproducerande i Sverige. Artens livsmiljö är sandstränder vid Östersjön. Inga underarter finns listade i Catalogue of Life.